# 二郎庙 (北京永定门外)
二郎庙，位于北京市东城区永定门外，是道教宫观，现已无存。

## 简介
二郎庙位于今马家堡路东永建里居民区一带。《北京寺庙历史资料》载：二郎庙（道庙）坐落南郊永定门外二郎庙村甲三号，建于民国二十五年（1936年）。
1926年4月26日凌晨四时，邵飘萍被押往天桥先农坛二道坛门刑场枪决。汤修慧得知丈夫邵飘萍被害的消息后，四处打听其遗体的下落，后在永定门外的二郎庙挖出了邵飘萍尸首。汤修慧将邵飘萍安葬在广安门外天宁寺旁荒地。
1949年时，如今东永建里居民区、永建里居民区所在地及附近有两个村子——二郎庙东村、二郎庙西村。西村的二郎庙内有二郎神的神像。每逢初一、十五开庙，香火旺盛。此庙早废。二郎庙西村原址现已成为马家堡路的中段。二郎庙东村在中华人民共和国成立后形成居民区，1965年将此处划为永建里和东永建里。